# Katharine McPhee

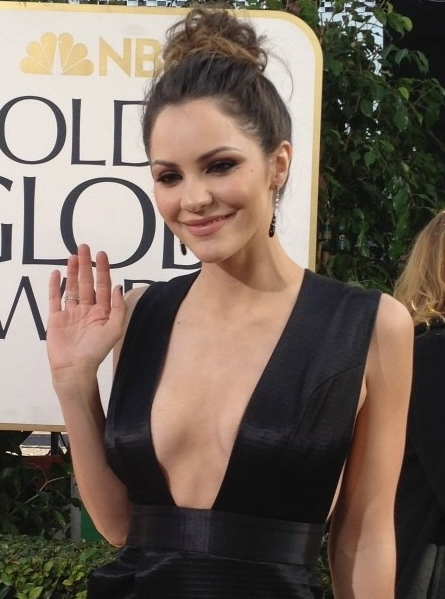
Katharine McPhee na gali Złotych Globów (2013)

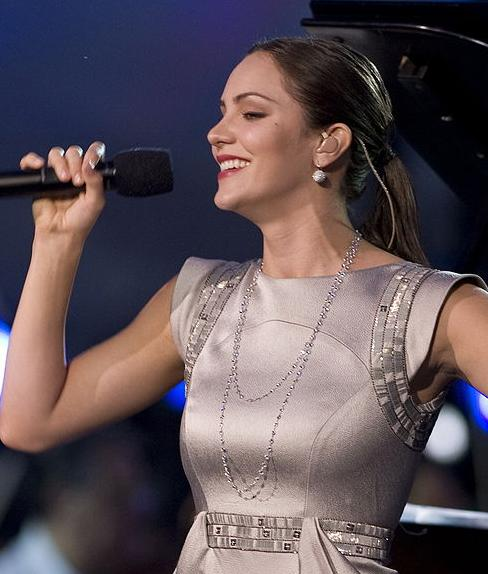
Katharine McPhee na koncercie (2009)

Katharine Hope McPhee (ur. 25 marca 1984 w Los Angeles) – amerykańska aktorka i piosenkarka, która wystąpiła m.in. w serialu Skorpion.

## Filmografia

### Filmy
| Rok  | Tytuł                            | Rola            | Uwagi   |
| ---- | -------------------------------- | --------------- | ------- |
| 2007 | Crazy                            | Dziewczyna      | Cameo   |
| 2008 | Króliczek                        | Harmony         |         |
| 2011 | Nie można pocałować panny młodej | Masha           |         |
| 2011 | Noc rekinów 3D                   | Beth            |         |
| 2012 | Pokój, miłość i nieporozumienia  | Sara            | Cameo   |
| 2014 | Wymarzeni                        | Natalie Russo   | film TV |
| 2017 | The Lost Wife of Robert Durst    | Kathie Durst    | film TV |
| 2018 | Bayou Caviar                     | Shelly          |         |
| 2022 | The Tiger Rising                 | Caroline Horton |         |

### Seriale
| Rok       | Tytuł                                | Rola                      | Uwagi       |
| --------- | ------------------------------------ | ------------------------- | ----------- |
| 2007      | lonelygirl15                         | Nowa Koleżanka            | 1 odc.      |
| 2009      | CSI: Kryminalne zagadki Nowego Jorku | Odessa Shaw / Dana Melton | 1 odc.      |
| 2010      | Community                            | Amber                     | 1 odc.      |
| 2012–2013 | Smash                                | Karen Cartwright          | 32 odc.     |
| 2012      | Family Guy                           | Maggie (głos)             | 1 odc.      |
| 2014      | It Could Be Worse                    | Lucy                      | 1 odc.      |
| 2014–2018 | Skorpion                             | Paige Dineen              | główna rola |
| 2021      | Country niania                       | Bailey                    | główna rola |

## Dyskografia
- Katharine McPhee (2007)
- Unbroken (2010)
- Christmas Is the Time to Say I Love You (2010)
- Hysteria (2015)
- I Fall in Love Too Easily (2017)